# Stiftung für bildende Kunst und Kultur in der deutsch-niederländischen Ems-Dollart-Region

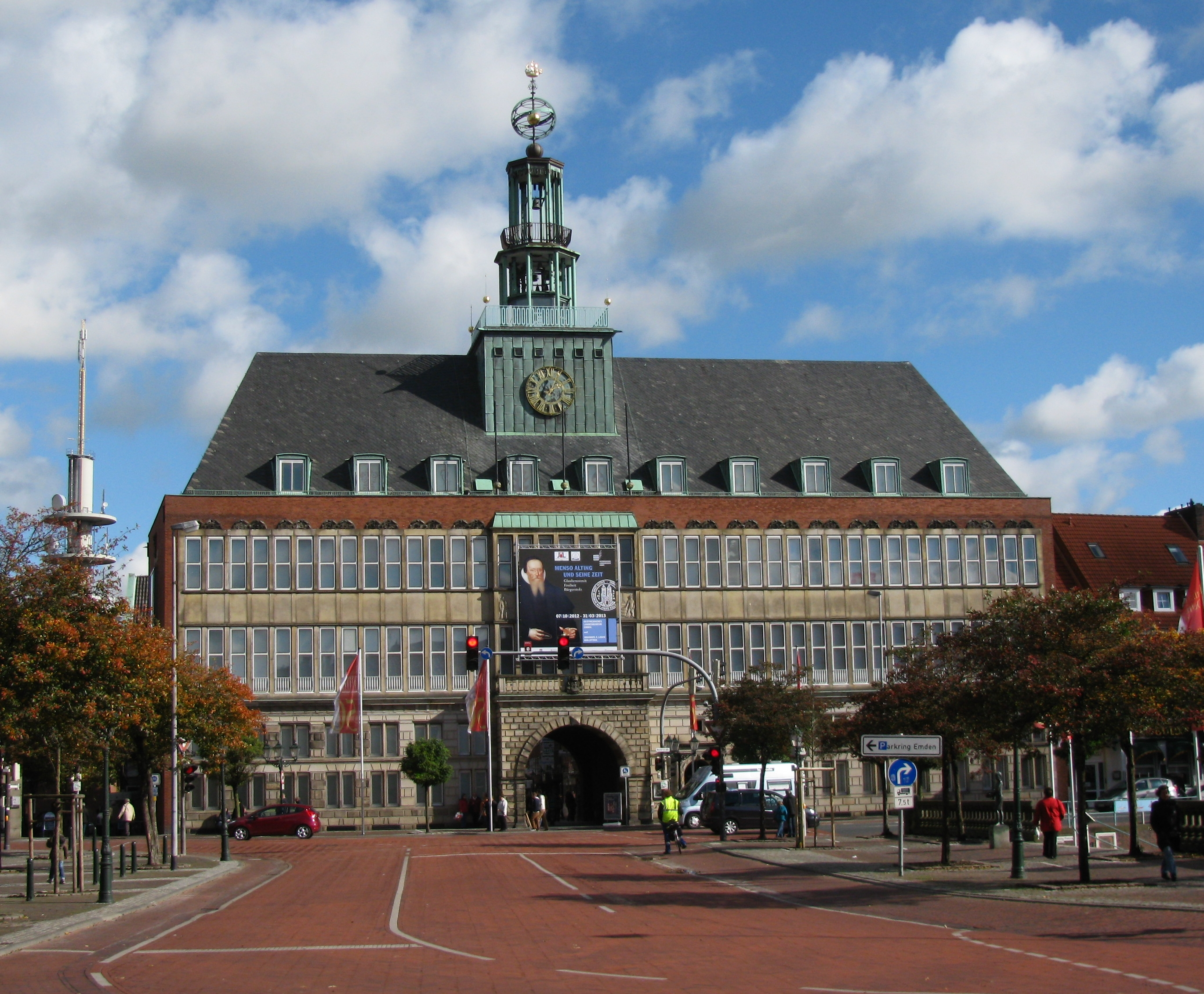
Teile der Sammlung sind in wechselnden Ausstellungen in der eigens dafür eingerichteten Neuen Galerie im dritten Obergeschoss des Museums im Emder Rathaus am Delft zu sehen

Die Stiftung für bildende Kunst und Kultur in der deutsch-niederländischen Ems-Dollart-Region (kurz: StibiKu) ist eine am 21. November 2011 gegründete Stiftung mit Sitz in Emden in Niedersachsen. Zweck ist die Sicherung von Kunstwerken sowie die Förderung von Kunst und Kultur, Wissenschaft und Forschung insbesondere in Ostfriesland und den angrenzenden Gebieten in Deutschland und den Niederlanden. Dieses Ziel will die Stiftung durch den Ausbau und die Unterhaltung von Sammlungen zur bildenden Kunst und Kulturgeschichte, bevorzugt mit ostfriesischem Bezug erreichen.
Treuhänderin der Stiftung ist die Gesellschaft für bildende Kunst und vaterländische Altertümer zu Emden.
Den Grundstock der Sammlung bildet die rund 600 Gemälde, Skulpturen, Graphiken umfassende private Sammlung des Auricher Juristen Walter Baumfalk, die dieser ab den 1970er Jahren aufgebaut hatte. Diese Sammlung gilt als die bedeutendste ihrer Art in der Region.
Baumfalk wollte seine Sammlung öffentlich zugänglich machen und überführte sie daher schließlich 2011 in die Stiftung für bildende Kunst und Kultur in der deutsch-niederländischen Ems-Dollart-Region.
Durch weitere  Zustiftungen von Sammlern und Künstlern umfasst die Sammlung inzwischen mehr als 1000 Gemälde, Zeichnungen, Druckgrafiken und Skulpturen des 20. und 21. Jahrhunderts aus Ostfriesland. Die Werke befinden sich in der Obhut des Ostfriesischen Landesmuseums Emden. Dort werden sie von erfahrenen Museumsmitarbeitern konservatorisch sicher aufbewahrt und wissenschaftlich dokumentiert. Das Museum zeigt die in wechselnden Ausstellungen in der 2012 eigens dafür eingerichteten Neuen Galerie im Rathaus. Als Leihgaben sind sie auch in anderen Museen der Region zu sehen.